# سد إنجا
سد إنجا (أو سد إنغا) موجود في القسم الغربي من جمهورية الكونغو على اضخم منحدرات مائية في العالم.
يستخدم هذا السد لتوليد الطاقة الكهربائية فهو يستفيد من تدفق مياه نهر الكونغو الذي تبلغ درجة انحداره 96 متر, بمعدل تدفق يساوي 42,476 m³/s.

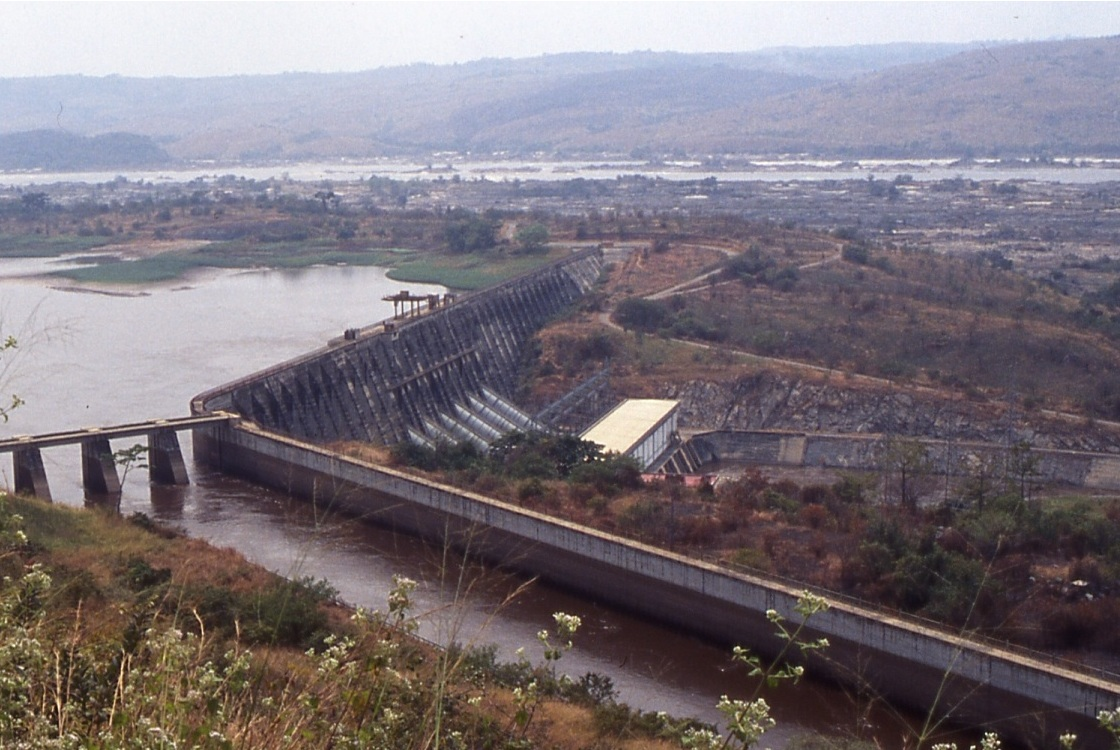
سد إنجا 1

مشروع السدود إنجا، سنة 2006.

مشروع سد إنجا 3 وغراند إنجا، سنة 2006.

## مشاريع مستقبلية
حاليا سد إنجا 1 و 2 يعملان ولكن بقدرة إنتاجية منخفضة لذلك هناك خطط لبناء سدان جديدان هما إنجا 3 وغراند إنجا.
إنجا 3 هو مشروع بدعم البنك الدولي وبقدرة إنتاجية تتخطى 4500 ميجاواط.
أما جراند إنجا فسوف يكون بقدرة إنتاجية تفوق ال 39000 ميجاواط وستكون كافية لتغطية العجز الكهربائي في كل أفريقيا إذا ما تم إنشاء شبكة تغذية مشتركة بين الدول الأفريقة، ولكن هذا المشروع ما زال يتعرض للكثير من النقد وذلك بسبب الآثار البيئية التي قد تنتج عن مشروع ضخم كهذاوأيضا نقد يتمحور حول الأموال الطائلة التي ستصرف على المشروع واهمية الاستفادة من هذه الأموال في مكافحة مشاكل أخرى كالجوع والفقر في أفريقيا.
حسب الخطط فإنتاج غراند قد بدأ عام 2010 بقدرة إنتاجية تتعدى 250 تيراوات ساعة من مجموع 370 تيراوات ساعة للسدود الثلاثة جمعاء.